# Arcul Neutralității
Arcul Neutralității este un monument, situat în Așgabat, capitala Turkmenistanului. Ansamblu modernist, construit în 1998, monumentul participă la politica de reînnoire urbanistică inițiată de întâiul președinte al țării, Saparmurat Niyazov, care viza înlocuirea vechilor simboluri sovietice prin construcții care să celebreze propriul său regim, pentru celebrarea oficială a neutralității țării. 

## Descriere
Situată în proximitatea palatului prezidențial din capitala țării, Așgabat, Arcul Neutralității, construcția, de 75 de metri, este cea mai înaltă din oraș. A fost ridicată la cererea lui Saparmurat Niyazov, pentru celebrarea statutului de neutralitate al Turkmernistanului. Arcul este împodobit cu inscripții. În 2010 s-au încheiat lucrările de demontare și reconstruire a monumentului la periferia Așgabatului.
Pentru a ajunge în vârf, funcționează un lift de sticlă. Arcul Neutralității se sprijină pe trei piloni așezați oblic, precum muchiile unui trunchi de tetraedru. Designul monumentului a fost inspirat de pirostriile tradiționale turkmene. Uneori, monumentul a fost comparat cu o rachetă sau cu o navă spațială. În partea de sus a monumentului, este așezată o statuie de bronz placată cu aur, înaltă de 12 metri (39 ft), a lui Saparmurat Niyazov (ca urmare a cultului personalității), care se rotește 360˚, în 24 de ore, în așa fel încât fața dictatorului să fie întotdeauna iluminată de soare. Cei trei piloni care formează baza sunt împodobiți cu plăci de marmură și basoreliefuri de bronz care reprezintă câteva mari evenimente din istoria națiunii turkmene (partea de jos) și motive inspirate de covoare tradiționale (partea de sus). Ascensoare permiteau legarea etajelor, cafenelei și platformelor de observație.
Monumentul a fost construit de compania turcească Polimeks (principală concurentă a ramurii turkmene a companiei Bouygues, Bouygues Turkmen), sub conducerea arhitectului Erol Tabanja.
Construcția Monumentului Neutralității a costat 12 milioane de dolari americani și a fost încheiată în anul 1998. Inaugurarea monumentului a avut loc la 12 decembrie 1998.
După decesul lui Saparmurat Niyazov, survenit în 2006, la data de 18 ianuarie 2010, președintele Gurbangulî Berdimuhamedov a semnat un decret care viza mutarea Arcului Neutralității în afara centrului orașului. Cu aceată ocazie, arcul urmează să fie reconstruit aproape identic, cu excepția statuii de aur a defunctului președinte Niyazov. Structura ar trebui, potrivit proiectului, să aibă aceeași înălțime: 95 de metri, prin prelungirea picioarelor structurii monumentului.
Șantierul, prevăzut pentru luna martie 2010, este condus de întreprinderea turcă Polimeks, deja constructorul monumentului din 1998. Costul este estimat, de către unele asociații pentru drepturile omului, la aproape 200 de milioane de dolari americani, buget care se dovedește cu mult superior celui al construcției originale.
Mutarea și modificarea Arcului Neutralității sunt văzute ca parte a campaniei lui Berdimuhamedov de eliminare a urmelor cultului personalității, pe care Niyazov l-a creat și l-a întreținut în Turkmenistan. Niazov a creat, în cele două decenii în care s-a aflat la conducerea Turkmenistanului, unul dintre regimurile cele mai autoritare.
Monumentul a fost mutat în afara orașului Așgabat, însă, în noiembrie 2011, statuia aurită nu se mai rotea.